# Goudlakenkamp

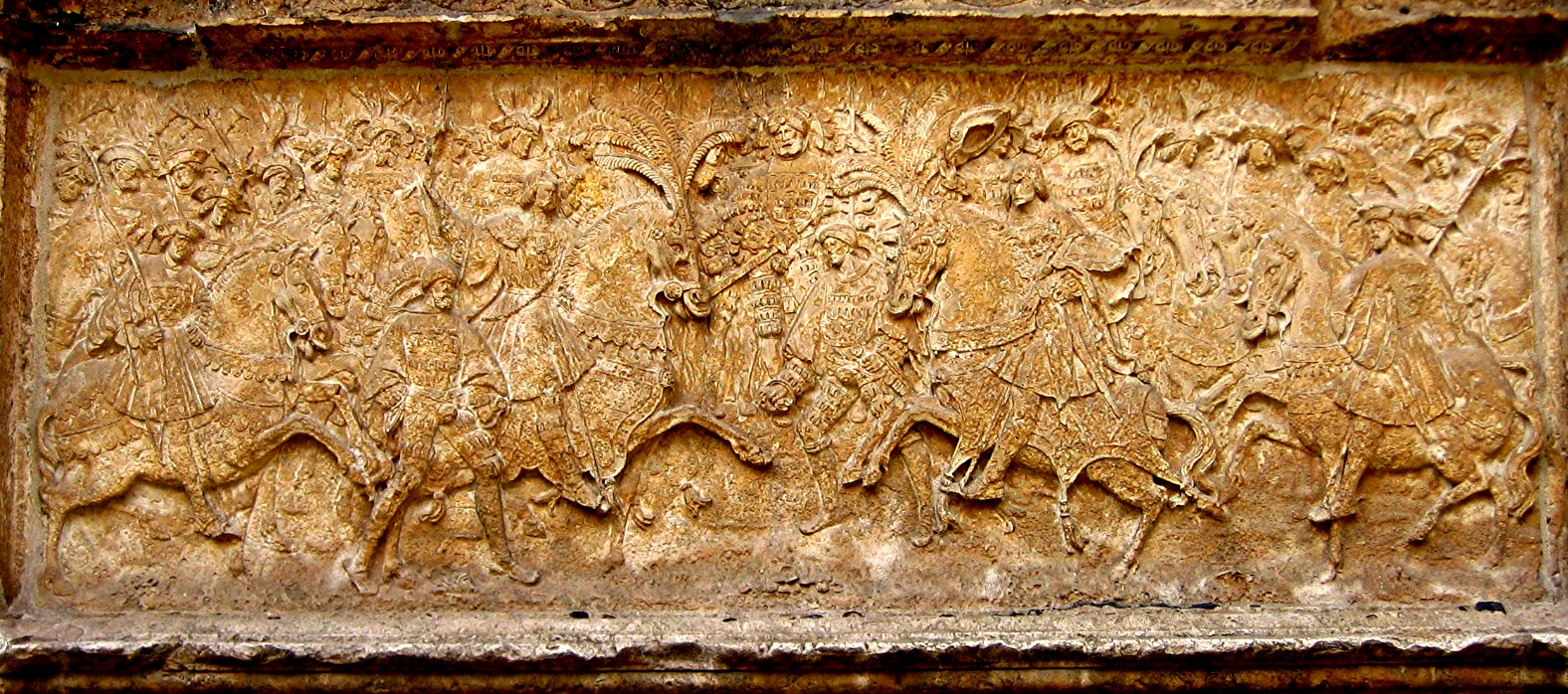
'De gouden stof'

Goudlakenkamp (Engels: Field of the Cloth of Gold, Frans: Le Camp du Drap d’Or) is de naam van een plaats in het Franse Balinghem (tussen Guînes en Ardres). Hier vond een ontmoeting plaats tussen koning Frans I van Frankrijk en koning Hendrik VIII van Engeland van 7 juni 1520 tot en met 24 juni 1520. Het was bedoeld om de vriendschapsband tussen beide landen te verbeteren, volgend op een verdrag dat Frankrijk en Engeland in 1518 sloten.

## Aanloop
|                   |                    |                        |
| Habsburg, Karel V | Frankrijk, Frans I | Engeland, Hendrik VIII |

Aan het begin van de 16e eeuw kende het Europese vasteland twee belangrijke machtsgebieden: Frankrijk en het Habsburgse Rijk. Engeland was ten opzichte van die twee een klein land (qua inwonertal was de verhouding inwoners tussen Engeland en Frankrijk 1:5). Toch toonde het land potentieel voor beide grootmachten om een bondgenoot van betekenis te worden. De Engelsen hadden in de loop der jaren een begin gemaakt met een sterke oorlogsvloot die van betekenis kon zijn bij eventuele oorlogen.
Voor Frankrijk was een verbintenis met Engeland zeer welkom. Door de groei van het Habsburgse Rijk werd het land nagenoeg in zijn geheel omringd door dit rijk (de Nederlanden in het noorden, het Duitse Rijk in het oosten en Spanje in het zuiden). Een bondgenootschap tussen Habsburg en Engeland zou Frankrijk in zijn geheel omsluiten.
Voor het Habsburgse Rijk was Engeland een interessante handelspartner (laken) en de controle van de Noordzee als sterk opkomende handelsroute was voor keizer Karel V van belang.
Voor Engeland en vooral voor Hendrik VIII was elk bondgenootschap goed, mits Engeland er van profiteerde. Toch waren de kampen in Engeland verdeeld over de keuze van bondgenoot.
Kardinaal Thomas Wolsey, een belangrijk raadgever van Hendrik VIII, voelde veel voor een bondgenootschap met de Fransen. Hendriks vrouw, toen Catharina van Aragon, koos voor een alliantie met Habsburg, omdat Karel V haar neef was.
Toen in 1518 een niet-aanvalsverdrag gesloten werd tussen de grootmachten, om zich te kunnen concentreren op eventuele invallen van het Ottomaanse Rijk (die in zuidoost Europa zeer actief waren), had Hendrik VIII kleinere ontmoetingen gehad met Karel V (in de Nederlanden en in Calais).
Toch werd besloten om een verbintenis aan te gaan met Frankrijk, waarbij onder andere de dochter van Hendrik en Catharina zich verloofde (op tweejarige leeftijd) met de zoon van de Franse koning Frans I. Om dit te bevestigen werd onder leiding van kardinaal Wolsey een ontmoeting georganiseerd, waarbij beide koningen elkaar zouden treffen.

## Voorbereidingen

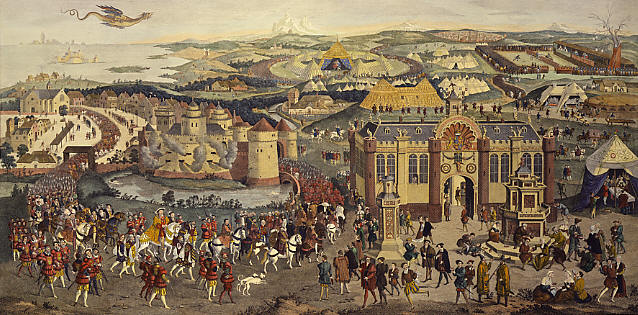
Overzicht van het Goudlakenkamp

De bijeenkomst zou gehouden worden bij Balinghem, een plaats tussen Guînes en Ardres (bij Calais), dat op dat moment het enige gebied was op het Europese vasteland dat in Engelse handen was. Daar de kastelen in beide plaatsen niet aan de eisen voldeden, werd besloten voor de komst van beide vorsten tijdelijke paleizen aan te leggen. Hiervan was alleen de fundering van steen. De muren waren opgetrokken uit houten raamwerken, bekleed met doeken die beschilderd waren alsof ze van steen waren. De daken werden zodanig beschilderd dat het leek alsof er een loden dak op het ‘paleis’ lag. Van het complex van Hendrik VIII werd gemeld dat het bestond uit een centrale hof omringd door vier gebouwen, met een totale oppervlakte van 10.000 m².
Het complex en later ook de genodigden waren behangen met het goudlaken, een geweven stof met zijde en gouddraad. Hieraan dankte de ontmoeting zijn naam.
De intentie van een dergelijk grootschalig spektakel was om elkaar de grandeur van beide Europese hoven te tonen, geheel in de gedachtegang van de opkomende Renaissance. Hierdoor zou een wederzijds respect moeten ontstaan en vrede tussen twee vorsten die beschouwd werden als gedoodverfde vijanden.

## Ontmoeting

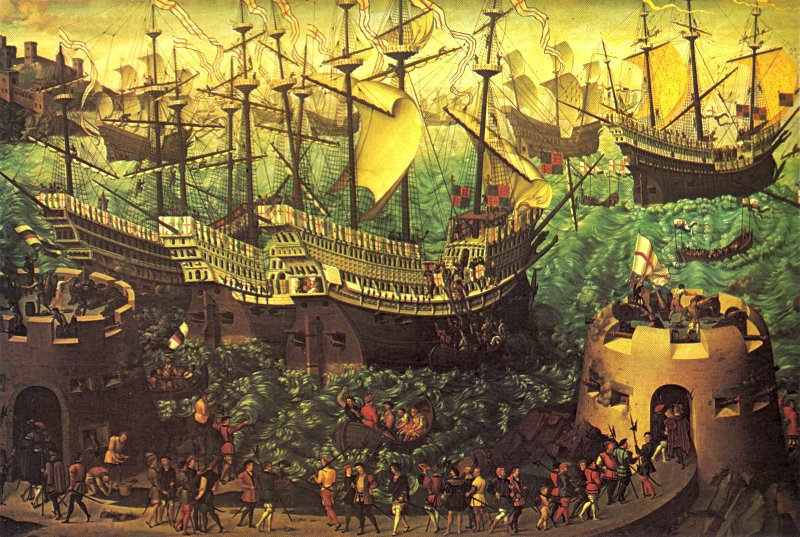
Vertrek uit Dover

Op 31 mei vertrok Hendrik VIII met zijn gevolg uit Dover naar Calais. Deze tocht werd verbeeld in het hiernaast afgebeelde schilderwerk (met enige artistieke vrijheid gemaakt: de enorme schepen werden niet gebruikt, daar die voor de havens niet toegankelijk waren).
Zowel Hendrik als Frans arriveerden met een groot gevolg, waarvan de rijkdom afstraalde. Op 7 juni vond de ontmoeting plaats, gevolgd door evenementen als steekspelen, grote banketten met veel vermaak en de koningen bevochten elkaar in onderlinge duels. Door het laatste vond een incident plaats, waarbij koning Frans I Hendrik VIII in een worstelwedstrijd op vernederende wijze versloeg.
Op 24 juni vond de afsluitende kerkelijke dienst plaats onder leiding van kardinaal Wolsey, waarin gewezen werd op de vrede tussen de naties. Tijdens deze mis vloog een draak of salamander over de kerkgemeenschap, wat veel bijgelovigen als voorteken zagen. Aangenomen werd, dat het om een verdwaalde vuurpijl ging van het grote vuurwerk, dat per ongeluk was afgestoken.

## Nasleep
Hoewel het spektakel indruk maakte was het feest funest voor de schatkisten van beide landen; er werd gevreesd voor een failliet van de staat.
Op politiek gebied werd niets bereikt. Een paar maanden na de ontmoeting sloot Hendrik VIII een verdrag met Karel V, werd de verloving van zijn dochter met de Franse kroonprins verbroken ten gunste van een verloving met Karel V en stonden de Engelsen een paar maanden later als strijdende partij tegenover de Fransen, die in een oorlog verwikkeld waren met Habsburg (de Italiaanse Oorlog van 1521-1526).
Bij de keuze voor Habsburg speelde de groei van het Spaanse gebied in het pas ontdekte Amerika, alsmede het belang in Vlaanderen een belangrijke rol.
Toch was de verbinding Engeland–Habsburg geen lang leven beschoren en de daaropvolgende decennia gingen de drie landen om en om verbintenissen met elkaar aan.

## Trivia
In Guînes vindt nog jaarlijks een viering plaats ter herinnering aan de bijeenkomst. Het gebied staat nog bekend als “Trois Pays” omdat het een grensplaats was van Engeland, Frankrijk en Spaans gebied.